# Markus Moehring

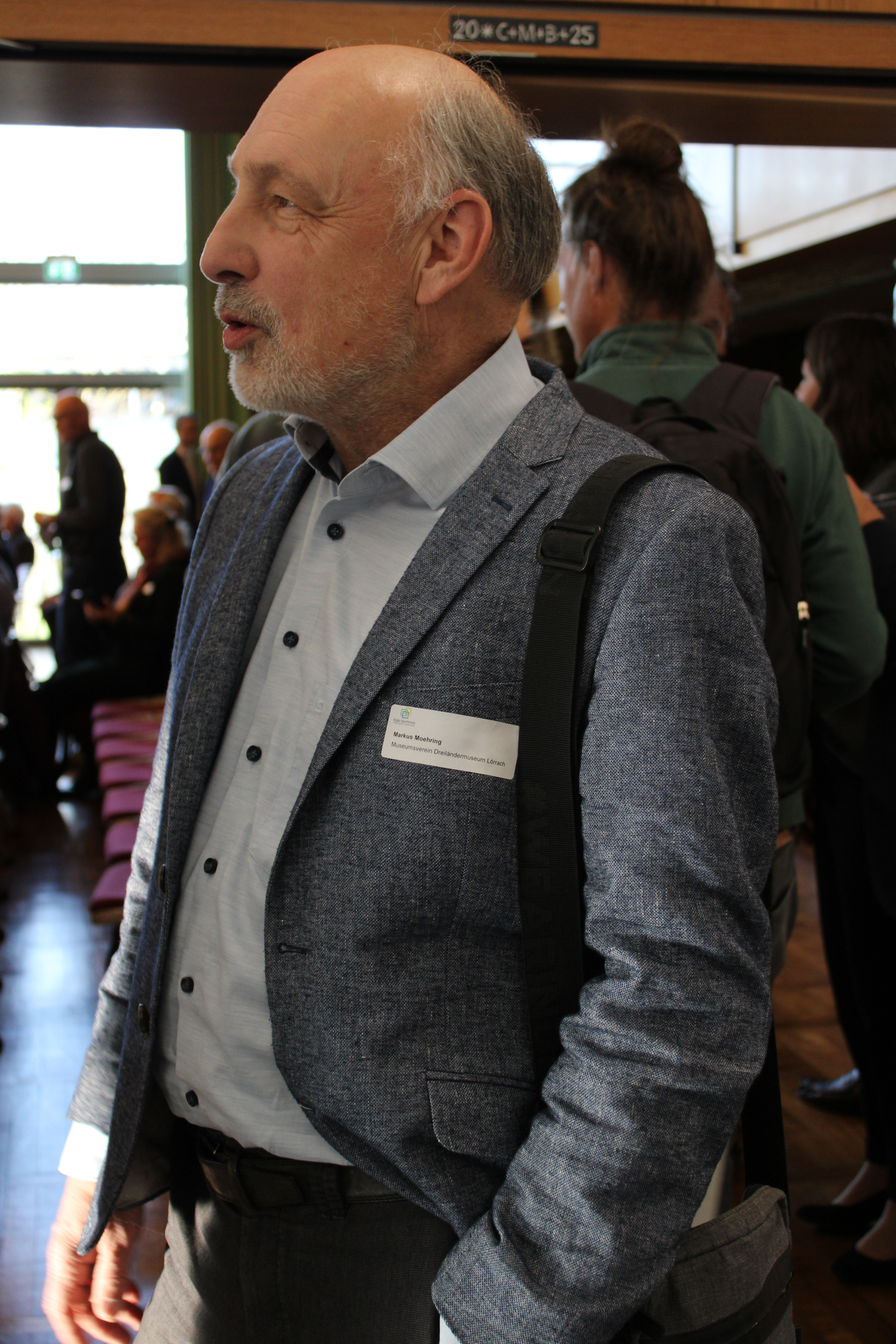
Markus Moehring (2025)

Markus Moehring (* 1. Mai 1958 in Lörrach) ist ein deutscher Historiker, er ist Volkskundler, war Leiter des Dreiländermuseums in Lörrach und ist Leitungsmitglied im Netzwerk Geschichtsvereine.

## Leben und Wirken
Moehring wurde als Sohn des Lehrers und Heimatforschers Gerhard Moehring geboren und besuchte das Hans-Thoma-Gymnasium Lörrach. Nach dem Abitur studierte Moehring Volkskunde, Deutsch und Geschichte an den Universitäten Freiburg und Hamburg. Sein Volontariat absolvierte er im Henry-Ford-Museum. Von 1989 bis 1991 war Moehring federführend beim Aufbau des Oberrheinischen Bäder- und Heimatmuseum in Bad Bellingen-Bamlach, für das er auch den Museumsführer schrieb.
1991 wurde er vom Gemeinderat als Leiter des Museum am Burghof gewählt. Unter seiner Leitung wurde das Museum in der Bedeutung für das Markgräflerland und als trinationales Geschichtsmuseum des Dreiländerecks Deutschland – Frankreich – Schweiz ausgebaut. Die Dauerausstellung zur Region um Basel, Nordschweiz, Elsass und Lörrach wurde als ExpoTriRhena aufgebaut, im Jahr 2012 wurde die Ausstellung erweitert und in Dreiländermuseum umbenannt.
Moehring hat sich in Interreg-Projekten engagiert und beim Ausbau der Netzwerke der Museen und Geschichtsvereine engagiert.
Im Frühjahr 2009 wurde Moehring zum Sprecher der deutschen Geschichtsmuseen gewählt und im Mai 2012 nochmals für drei Jahre darin bestätigt.
Im September 2022 wurde das Museumsdepot des Dreiländermuseums in Lörrach eingeweiht, dessen Realisierung Moehring maßgeblich vorangetrieben hat.
Im November 2022 wurde der Historiker Jan Merk offiziell zu seinem Nachfolger, als Leiter des Dreiländermuseums, gewählt. Moehring ging per 1. Mai 2023 in den Ruhestand und übernahm am 11. Mai den Vorsitz im Museumsverein Lörrach.

## Publikationen (Auswahl)
- Das Dreiländermuseum – grenzüberschreitendes Kulturzentrum mit bewegter Geschichte. In: Das Markgräflerland. Band 2016, S. 65–89.
- Das Museum am Burghof in Lörrach: Geschichte, Sammlungen, Aufgaben. In: Das Markgräflerland, Heft 2/1995, S. 65–74. Digitalisat der UB Freiburg
- Vom Altertumsverein zum Dreiländermuseum. In: Lörrach 2012, Jahrbuch mit Bilderchronik, hrsg. von Wolfgang Göckel, Andreas Lauble, Waldemar Lutz, Markus Moehring u. a., 2012, S. 63–64.
- Vom Heimatmuseum zur ExpoTriRhena: Das Museum am Burghof in Lörrach. In: Badische Heimat. Heft 4, S. 771–773.
- Das Dreiländermuseum und die trinationalen Netzwerke am Oberrhein. In: Museumskunde. Band 78, hrsg. vom Deutschen Museumsbund, 2013, S. 48.
- Lörrach – Demokratiebewegungen im Grenzgebiet. In: Kathryn Babeck: Die Strasse der Demokratie: Revolution, Verfassung und Recht. Ein Routenbegleiter auf den Spuren der Freiheit. Karlsruhe 2007, S. 151–175.
- Lörrach und die Schweiz. Ergebnisse einer Ausstellung zur Lörracher Stadtgeschichte. In: Unser Lörrach, 23, 1992, S. 51–78.
- mit Marion Ziegler-Jung und Robert Neisen (Hrsg.): Reiches Erbe – Industriekultur im Dreiland. Lörrach 2016.

## Ehrungen
Im Jahr 2017 wurde Moehring die Ehrenmedaille der Regio Basiliensis in Anerkennung des langjährigen Engagement verliehen. Und 2018 verlieh ihm der Hebelbund Lörrach den Hebeldank. Mit dieser Auszeichnung ehrte der Hebelbund die Arbeit Moehrings um den alemannischen Dichter Johann Peter Hebel. Im November 2024 erhielt Moehring die Staufermedaille des Landes Baden-Württemberg.